# Knysna (fleuve)
Pour les articles homonymes, voir Knysna (homonymie).
Le fleuve Knysna (Knysna River en anglais, Knysnarivier en afrikaans) est un fleuve sudafricain coulant dans la province du Cap Occidental. Il prend sa source dans les monts Outeniqua, dans le district d'Eden, puis il se dirige vers l'océan Indien, dans lequel il se débouche avec un grand estuaire; c'est là que se trouve la ville de Knysna qui prend son nom du fleuve. Son cours, de 40 km de long, n'est navigable que dans sa partie finale.
L'embouchure de la rivière est appelée The Heads.
Le nom Knysna est apparu sous diverses orthographes depuis les années 1770 environ. C'était 'Nysna' dans l'une des premières lettres de James Callander, un maître de mer écossais, envoyé par le gouvernement colonial du Cap en 1798 pour étudier et faire rapport sur les forêts, les baies et les rivières de la région (il se construit une maison à The Heads). Il dessine la première carte de la rivière Knysna « Chart of the Knysna, An Arm of the Sea, Seven Leagues to the Westward of Plettenberg's Bay » et exprime son opinion que la Knysna est de loin supérieure à la baie de Plettenberg comme débouché pour l'expédition du bois.

## Histoire
L'embouchure de la rivière est situé sur la côte est au-delà de Mossel Bay dans la division de George. C'était la seule rivière de la Colonie du Cap navigable pour les navires de burthen considérable. La rivière a une barre, mais au lieu d'être la même barre de sable que toutes les autres rivières ont sur cette côte, elle est de roche et est recouverte d'eau d'une profondeur de 14 pieds à marée descendante. L'entrée mesure environ 180 mètres de large et les côtés sont des rochers perpendiculaires de quelques centaines de pieds de haut. Il y a un grand bassin à l'intérieur capable de contenir un grand nombre de navires et la rivière est navigable pour les petits navires jusqu'à une distance de 10 miles. 
The Heads est habité depuis au moins 300 000 ans.
Vers 1770 le gouvernement colonial proclame la ferme Melkhoutkraal, sur la rive orientale de la lagune, achetée en 1804 par le britannique George Rex qui réalise l'énorme potentiel commercial de la région. Il fait immédiatement pression sur le gouvernement colonial pour établir un port à Knysna, pour l'exportation du bois des forêts à feuilles persistantes de Knysna. Il emploiera éventuellement jusqu'à 400 esclaves pour récolter ce bois. Les rives regorgent de gros arbres que l'on coupe et convoie jusqu'à la ville de Knysna (fondée par Rex), par un navire construit par Rex.

L'estuaire de Knysna est déclaré port en 1817, bien que les installations portuaires ne seront construites que beaucoup plus tard, et l'année suivante, 1818, l'Emu devient le premier navire à tenter d'entrer dans l'embouchure de la rivière (où il fait naufrage). En raison des dangers encourus lors du franchissement de la barre à Heads et du naufrage des navires, les assureurs maritimes décident d'augmenter leurs primes à un tel niveau qu'il n'est plus rentable de faire des affaires. Aussi George Rex décide de construire son propre brick et de devenir son propre souscripteur. Le 26 juillet 1831, le brick de 139 tonnes Knysna navigue à travers les Heads avec sa première cargaison de bois à destination de Table Bay au Cap (Le Knysna est vendu en 1842 et a fait naufrage au large des côtes anglaises un an plus tard).

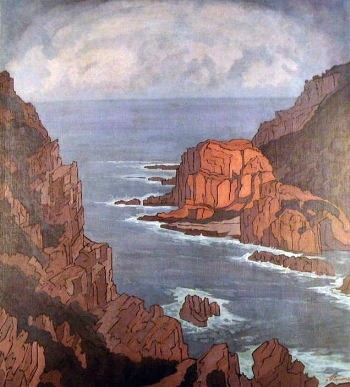
Jacobus Hendrik Pierneef - Knysna Heads 1929

Vers 1846, plus de 150 navires sont entrés dans cette rivière variant de 50 à 400 tonnes burthen. Trois de ceux-ci ont été perdus. Un chantier naval a été initié puis abandonné pour une cause inconnue. La plupart des navires ne se rendent à Knysna que pour le bois.
Knysna est resté une destination difficile pour les navires, et le port a été fermé en 1954. La ligne de chemin de fer qui a été achevée en 1928, les routes améliorées, ont rendu le transport terrestre moins cher, plus efficace et beaucoup plus sûr que le transport par voies maritimes.